# Crown Heights Affair
 (août 2014).
Si vous disposez d'ouvrages ou d'articles de référence ou si vous connaissez des sites web de qualité traitant du thème abordé ici, merci de compléter l'article en donnant les références utiles à sa vérifiabilité et en les liant à la section « Notes et références ».
Crown Heights Affair est un groupe de rhythm and blues/funk/disco de New York fondé au début des années 1970.

## Carrière
Initialement fondé par Donnie linton et nommé Nue Day Express, le groupe prit son nom définitif d'un des districts de Brooklyn d'où il prit forme. Il était alors composé de Phil Thomas, William Anderson, Howard Young, Bert Reid, James Baynard, Raymond Reid, Muki Wilson et Raymond Rock. Signant sur le label RCA Records, ils enregistrèrent un premier album éponyme en 1974.
Par la suite, les membres du groupe changèrent puis, après un passage sur le label De-Lite Records, finirent par signer chez la maison de disques de Kool & The Gang. Ce label, affilié à Polygram vit le groupe gagner en reconnaissance internationale grâce à des singles comme "Dreaming A Dream", "Every Beat of my Heart", "Foxy Lady" ou encore "Dancin'".
Le single "Dreaming A Dream" se propulsa à la première place des charts en 1975, suivi l'année suivante par le titre "Every Beat of My Heart" qui se plaça à la seconde place des charts. En Angleterre, ils atteignirent le Top 10 en 1978 avec le titre "Galaxy Of Love" et en 1980 avec "You gave me Love".
Dans les années 80, ils produisirent avec succès avec certains artistes comme France Joli (Gonna get over you) et produisirent aussi deux chansons pour Amii Stewart en 1981. Bert Reid mourut d'un cancer des poumons le 12 décembre 2004.
En juin 2013, le groupe, composé de membres originaux et nouveaux s'est produit à Londres au Street Sounds Summer Ball.

## Discographie
- Crown Heights Affair - 1974
- Dreaming A Dream - 1975
- Do It Your Way - 1976
- Dream World - 1978
- Dance Lady Dance - 1979
- Sure Shot - 1980
- Think Positive ! - 1982
- Struck Gold - 1983